# Slaves on Dope
Slaves on Dope foi uma banda de nu metal formada em Montreal, Quebec.

## História
Formados em 1994, ganharam parte da pequena popularidade em 2000 quando editaram o álbum Inches From the Mailine, pela já desaparecida gravadora de Ozzy Osbourne, a Divine Records. A banda fez a turnê Ozzfest em 2000, e ainda apareceu na digressão SnoCore. Sem divulgação nas rádios e na televisão, o álbum conseguiu mesmo assim vender aproximadamente 70 mil cópias nos Estados Unidos. Depois da Divine Records, perderam o negócio com a Priority Records (EMI) e ficaram sem editora. Depois de uma grande procura assinaram pela Bieler Bros. Records/MCA Records. O segundo foi lançado em 2003 e já não era o mesmo estilo, nu metal, e sim metal alternativo.
Em Março de 2004, a banda anunciou que estava saindo de cena, devida à saída do vocalista, Jason Rockman. O baixista, Frank Salvaggio, e o baterista, Rob Urbani, fazem agora parte da banda Anew Revolution, juntamente com ex-vocalista dos Unloco, Joey Duenas. Kevin Jardine tornou-se produtor em Montreal.

## Integrantes
- Jason Rockman – vocal
- Kevin Jardine – guitarra
- Frank Salvaggio – baixo
- Rob Urbani – bateria

## Discografia
- One Good Turn Deserves Another (1998)
- Inches From the Mainline (2000)
- Metafour (2003)